# Alade Aminu
Abdul Wahab "Alade" Aminu (Atlanta, 14 de setembro de 1987) é um basquetebolista profissional nigeriano que atualmente defende o Nanterre da LNB ProA.
Alade integrou a Seleção Nigeriana de Basquetebol, em Londres 2012, que terminou na décima colocação.
Michael Gbinije foi convocado para defender a seleção nigeriana no Afrobasket de 2015 disputado em Radès, Tunísia. Na ocasião a Nigéria conquistou seu primeiro título na competição continental, de quebra a vaga para o Torneio Olímpico de 2016.